# Southfields (metropolitana di Londra)
Southfields è una stazione della linea District della metropolitana di Londra. Fa parte della Travelcard Zone 3.

## Storia
La stazione venne aperta dalla District Railway (DR, ora linea District) il 3 giugno 1889 come estensione da Putney Bridge a Wimbledon.

## Curiosità
Southfields la stazione più conveniente per raggiungere l'All England Lawn Tennis and Croquet Club, ossia sito in cui viene disputato il Torneo di Wimbledon, giacché la stazione di Wimbledon Park, benché sia leggermente più vicina in linea d'aria, richiede una camminata più lunga.
Durante il torneo, più di 3 volte la media giornaliera di passeggeri transita per la stazione.